# NGC 7808
NGC 7808 é uma galáxia lenticular (S0) localizada na direcção da constelação de Cetus. Possui uma declinação de -10° 44' 39" e uma ascensão recta de 0 horas, 03 minutos e 32,1 segundos.
A galáxia NGC 7808 foi descoberta em 1886 por Frank Müller.